# Hetaerica
Hetaerica is een geslacht van spinnen uit de familie mierenjagers (Zodariidae).

## Soorten
Het geslacht kent de volgende soorten:
- Hetaerica harveyi Raven & Baehr, 2000[3]
- Hetaerica scenica (L. Koch, 1872)[4]